# Tobias Dybvad
Tobias Stegger Dybvad (født 3. marts 1981 i København) er en dansk standupkomiker, radio- og tv-vært og manuskriptforfatter. Efter sin standup-debut ved DM i stand-up-comedy i 2002, hvor han kom på anden pladsen, har han siden været en del af DRs satirehold Tjenesten og produceret og været vært på TV 2 Zulus tv-program Dybvaaaaad! (2012-2022). Derudover har han turneret med tre onemanshows Sjov mand, klam personlighed (2013), Er det ikke dig fra Dybvad? (2015) og Levemand (2022) samt at han har medvirket i TV 2s rejseprogram Verdensmænd (2020-2024). For sine præstationer, har han vundet Zulu Comedy Gallas "Läkerol Talent"-pris i 2011 og været nomineret til "Årets komiker" ved samme uddeling tre gange.

## Karriere
Dybvad havde sin standupdebut i 2002. Dette år kom han på andenplads i DM i stand-up-comedy.
Han har været en del af satireholdet Tjenesten – både på radiokanalen P3 og på fjernsynskanalen DR2 – og lagt stemme til Anders Fogh i animationsfilmen Rejsen til Saturn i 2008.
Han var nomineret til Läkerol Talent-prisen i 2009 ved Zulu Comedy Galla, dog uden at vinde den.
I 2011 blev han igen nomineret Läkerol Talent-prisen, hvor han vandt.
I perioden 2012-2022 producerede og medvirkede Dybvad som vært på det selvbetitlede TV 2 Zulu-program Dybvaaaaad!. I programmet lavede Dybvad stand-up ud fra udvalgte klip fra den forgange uges danske reality-tv, fremført og optaget foran et live publikum i byer rundt om i Danmark. Programmet havde premiere på TV 2 Zulu i 2012 og løb frem til 21. november 2022 med i alt 148 episoder fordelt på 13 sæsoner.
I 2013 blev Dybvad nomineret i kategori "Årets Komiker" til Zulu Comedy Galla for Dybvaaaaad! og sit første oneman show Sjov mand, klam personlighed, og igen året efter for Dybvaaaaad!. Sjov mand, klam personlighed solgte 8.000 billetter
I 2015 turnerede han med onemanshowet Er det ikke dig fra Dybvad?, og blev endnu engang nomineret til "Årets Komiker" for Dybvaaaaad! samt onemanshowet. I 2015 fik Dybvad lavet en tatovering af Kanal 4 og Kanal 5s daværende programchef, Maiken Wexø, på sin ene arm, efter at programmet Dybvaaaaad! igen fik tilladelse til at bruge klip fra Kanal 4 og Kanal 5 i udsendelserne.
I 2018 blev Dybvad politianmeldt af Tobias Holm fra Veganerpartiet, fordi Dybvad havde armen oppe i enden på en ko, og efter Holms mening var det seksuelt ophidsende og ikke indenfor de undtagelser der er i den danske dyrevefærdslov.
I 2019 optog Dybvad i rejseprogrammet Verdensmænd sammen med sin komiker-kollega Nikolaj Stokholm og Bo Brønnum, der er bedst kendt som lydmand på programmet Dybvaaaaad!. I 2022 kom sæson to af programmet, hvor Dybvad og Bo rejste med en række danske komikere, herunder Simon Talbot, Linda P, Mark Le Fevre, Mahamad Habane og Heino Hansen.
I 2020 debuterede Dybvad som forfatter, da han, sammen med sin hustru, Marie Stegger Dybvad, udgav børnebogen Drillepind. I bogen forklares alment brugte vendinger og begreber for børn.
I 2022 turnerede Dybvad med showet Levemand.
Dybvad har også været medvært på Natholdet med Anders Breinholt i sæson 5, 6 og 16.
I 2024 medvirkede Dybvad i ottende sæson af TV 2s underholdningsprogram, Stormester.

## Privatliv
Dybvad blev gift med Marie Stegger Schmidt den 22. juni 2022 på Dragsholm Slot i Kalundborg. Parret havde mødt hinanden gennem datingappen happn i 2017 og blev forlovet i 2018. I 2018 købte de en villa på Frederiksberg til 9,5 mio. kr. Parret har sammen to børn, Charley (f. 2019) og endnu en søn (f. 2024).

## Filmografi
- Stand-up.dk (2005-2009)
- Big Time Paranoia (2007)
- Tjenesten - nu på tv (2007-2008)
- Talegaver til børn 2007 - 15 års jubilæum (2008)
- Maj & Charlie (2008), skuespiller
- Rejsen til Saturn (2008), Anders Fogh Rasmussen (stemme)
- Grillet (2009)
- Mørk & Jul (2009), manuskriptforfatter og skuespiller
- Dybvaaaaad! (2012-2022), standup på TV 2 Zulu om ugens realityshows
- Kristian (2009), 12 episoder)
- Dybvads Sofa (2019-2021), talkshow
- Verdensmænd (2020-nu), rejseprogram
- LOL: Den der ler sidst (2023), underholdningsprogram på Amazon Prime Video
- Roasted - Verdens Sjoveste Ferie (2024), underholdningsprogram på Amazon Prime Video
- Stormester (2024)

## Stand-up Shows
- De Udvalgte (2009)
- Sjov Mand, Klam Personlighed (2013)
- Er Det Ikke Dig Fra Dybvaaaaad? (2015)
- Fasser Partner (2018)
- Levemand (2022)
- Mit bedste onemanshow (2025)